# Luigia Abbadia
Luigia Abbadia (Genova, 1821 – Roma, 1896) è stata un mezzosoprano italiano.

## Biografia
Figlia del compositore Natale Abbadia, studiò col padre e debuttò a Sassari nel 1836 nella Semiramide di Rossini; nel 1838 cantò a Mantova la parte di  Agnese nella Beatrice di Tenda di Bellini; fece poi tournée in Italia e all'estero. Giovanni Pacini compose per lei la parte di protagonista di Saffo, rappresentata a Napoli nel 1840 e Gaetano Donizetti quella di Maria Padilla nell'opera omonima, rappresentata nel 1841 a Milano. Fu anche apprezzata interprete verdiana e wagneriana. Nel 1870, abbandonate le scene, diresse una scuola di canto a Milano, dove ebbe allievi cantanti che si affermarono, come Giovan Battista De Negri e Giuseppina Pasqua.
Mezzosoprano che con gli anni si dimostrò anche un soprano di agilità, fu subito lodata dai contemporanei: « Quest'allieva, diremmo, di se stessa, la non mai abbastanza commendata Abbadia, vanta quelle, tra le sue prerogative, di sentire in un modo singolare ciò che dice; di saper dare il necessario colorito alle passioni che imprende a tratteggiare; di saper interpretare alla perfezione i concetti dei maestri e de' poeti; ben diversa di tant'altre sue compagne, che si accontentano di cantare, e che, quasi per un disprezzo all'arte, trascurano affatto la parte drammatica, oggidì sì essenziale ».
Il letterato Giovanni Prati le dedicò nel 1844 una poesia:
(Giovanni Prati, A Luigia Abbadia, 1844)

## Ruoli creati
- Rovena ne Il templario di Nicolai (11 febbraio 1840, Torino)
- Giulietta di Kelbar in Un giorno di regno di Verdi (5 settembre 1840, Milano)
- Lisa ne Il contadino d'Agliate di Solera (4 ottobre 1841, Milano)
- Delizia in Corrado d'Altamura di Ricci (16 novembre 1841, Milano)
- Ines Padilla in Maria Padilla di Donizetti (26 dicembre 1841, Milano)
- Il ruolo del titolo in Leonora de' Medici di Briccialdi (12 agosto 1855, Milano)